# Lời Thề Trung thành

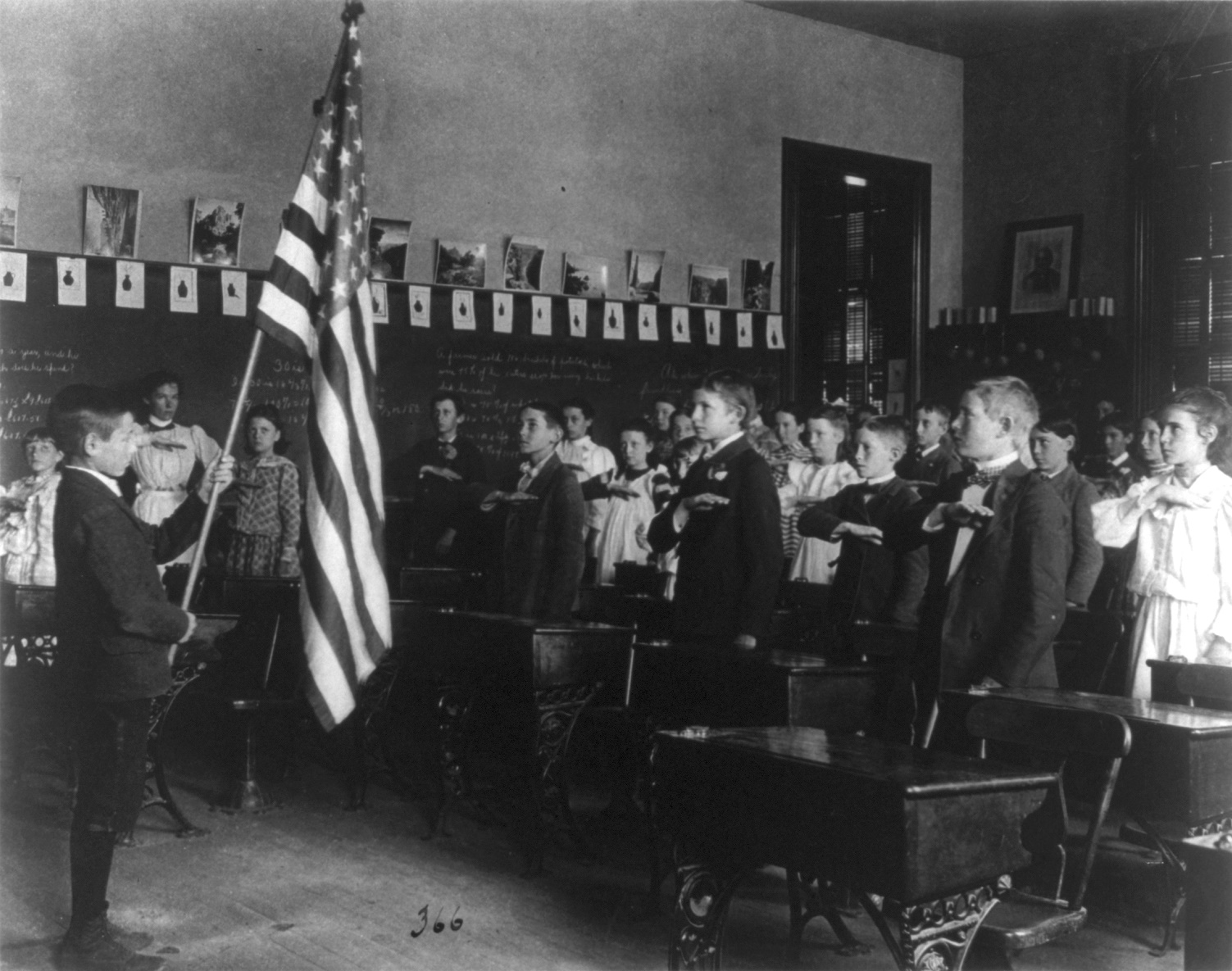
Học sinh năm 1899 thuật lại Lời Thề Trung thành

Lời Thề Trung thành của Hoa Kỳ (tiếng Anh: The Pledge of Allegiance) là một lời văn ái quốc được thuật lại để hứa hẹn lòng trung thành với lá cờ của Hoa Kỳ và nền cộng hòa của Hợp chúng quốc Hoa Kỳ. Phiên bản đầu tiên, với văn bản khác với văn bản được sử dụng hiện nay, được viết vào năm 1885 bởi Đại úy George Thatcher Balch, một sĩ quan của Quân đội Liên bang trong Nội chiến. Sau này, ông là tác giả của một cuốn sách về cách dạy lòng yêu nước cho trẻ em trong các trường công lập. Năm 1892, Francis Bellamy đã sửa đổi câu văn của Balch như một phần của quảng cáo tạp chí xoay quanh Triển lãm Colombia Thế giới, nhân kỷ niệm 400 năm Christopher Columbus đến châu Mỹ. Bellamy, giám đốc phát hành của tạp chí The Youth's Companion, đã giúp thuyết phục Tổng thống Benjamin Harrison coi Ngày Columbus là ngày lễ quốc gia và vận động hành lang Quốc hội tổ chức lễ kỷ niệm ngày này tại trường học trên toàn quốc. Tạp chí đã gửi tờ rơi có chứa một phần Lời Thề Trung thành của Bellamy đến các trường học trên khắp đất nước và vào ngày 21 tháng Mười năm 1892, hơn 10.000 trẻ em đã đọc thuộc lòng văn bản này cùng nhau.
Phiên bản lời thề của Bellamy phần lớn giống với phiên bản được Quốc hội chính thức thông qua 50 năm sau, vào năm 1942. Tên chính thức của lời thề,The Pledge of Allegiance, được thông qua vào năm 1945. Lần thay đổi từ ngữ gần đây nhất của nó là vào Ngày Cờ (14 tháng Sáu) năm 1954, khi các từ "dưới Chúa" được thêm vào.

## Thuật lại
Các phiên họp của Quốc hội mở đầu với sự thuật lại của Lời Thề, cũng như nhiều cuộc họp của chính phủ ở các cấp địa phương và các cuộc họp của nhiều tổ chức tư nhân. Tất cả các tiểu bang ngoại trừ Nebraska, Hawaii, Vermont và Wyoming yêu cầu thuật lại lời thề thường xuyên có giờ giấc tại các trường công lập. Tuy nhiên, nhiều tiểu bang có một loạt các hình thức miễn trừ đối với việc thuật lại lời thề, chẳng hạn như California yêu cầu một "nghi lễ ái quốc" mỗi ngày; điều này được đáp ứng bằng việc thuật lại Lời Thề, nhưng không được ai thi hành, và vì vậy, không ai bị ép phải thực hiện nó. Tòa án Tối cao đã ra phán quyết trong Hội đồng Giáo dục Tây Virginia v. Barnette rằng học sinh không thể bị bắt ép thuật lại Lời Thề, cũng như không thể bị trừng phạt nếu như không làm vậy. Ở một số tiểu bang, những lời thề trung thành với lá cờ tiểu bang được yêu cầu phải được thuật lại sau lời thề với quốc kỳ Mỹ.
Bộ luật Cờ Hoa Kỳ hiện tại ghi:
The Pledge of Allegiance to the Flag: "I pledge allegiance to the Flag of the United States of America, and to the Republic for which it stands, one Nation  under God, indivisible, with liberty and justice for all," should be rendered by standing at attention facing the flag with the right hand over the heart. When not in uniform men should remove any non-religious headdress with their right hand and hold it at the left shoulder, the hand being over the heart. Persons in uniform should remain silent, face the flag, and render the military salute. Members of the Armed Forces not in uniform and veterans may render the military salute in the manner provided for persons in uniform.

Dịch:
Lời Thề Trung thành với Lá Cờ: "Tôi thề trung thành với Lá Cờ của Hợp chúng quốc Hoa Kỳ, và với Nền Cộng hòa mà nó tượng trưng, một Đất Nước dưới Chúa, không thể bị chia cắt, với tự do và công lý cho tất cả," nên được trình bày bằng cách đứng nghiêm đối mặt với lá cờ với tay phải trước trái tim. Khi không mặc đồng phục nam giới nên cởi bỏ những trang phục đội đầu phi tôn giáo bằng tay phải và giữ ở vai trái, tay đặt trước trái tim. Những người mặc đồng phục nên giữ im lặng, quay mặt về phía lá cờ và thực hiện động tác chào quân đội. Những thành viên của Lực lượng Vũ trang không mặc đồng phục và các cựu chiến binh có thể thực hiện động tác chào quân đội theo cách thức giống với những người mặc đồng phục.